# Pnina Tamano-Shata
Pnina Tamano-Shata (ebraico:פְּנִינָה תַּמֶנוֹ־שֶׁטֶה; Wuzaba, 1º novembre 1981) è un avvocato, giornalista e politica israeliana originaria dell'Etiopia. Membro della Knesset israeliana dal 2013 al 2022 (prima donna etiope ad esserlo),  dal 2020 al 2022 è stata anche il primo ministro etiope dopo la sua nomina a ministro dell'Assorbimento degli Immigrati.

## Biografia
Tamano-Shata è nata a Wuzaba, un villaggio situato vicino alla città di Gondar nella regione di Amhara, nel nord dell'Etiopia. È la nipote di Kahen Maharat Shata, un importante leader spirituale degli ebrei etiopi.  La sua famiglia emigrò in Israele quando lei aveva tre anni durante l'evacuazione degli ebrei etiopi dal Sudan chiamata Operazione Mosè. Per fare questo, lei e i suoi quattro fratelli hanno dovuto prima marciare a piedi dall'Etiopia al Sudan unendosi poi ai quasi 7.000 ebrei etiopi trasportati in aereo dal Mossad in Israele tra il novembre 1984 e il gennaio 1985. Sua madre Mazal e due sorelle arrivarono in Israele nel dicembre 1985 dopo essere state trovate in Etiopia dall'Agenzia Ebraica per Israele.
Tamano-Schata ha trascorso i primi anni in un campo di accoglienza e poi a Petach Tikva. La sua data di nascita secondo il passaporto è il 1º novembre 1981, ma questa scelta è stata piuttosto arbitraria a causa dei documenti di stato civile insufficienti. Dopo aver completato il suo servizio nelle Forze di Difesa Israeliane come sottufficiale, ha ricevuto varie borse di studio ed ha studiato all'Ono Academic College di Kiryat Ono vicino a Tel Aviv. Parla amarico, inglese ed ebraico. Tra le altre cose, è stata finanziata anche dal programma "Sparks of Science" presso il Weizmann Institute of Science. È diventata vicepresidente dell'Associazione studentesca israelo-etiope.
Ha lavorato come consulente legale per una banca d'investimento e ha prestato servizio presso delegazioni estere come rappresentante ufficiale di Israele. Dal 2007 al 2012 ha lavorato come reporter giudiziaria per il canale israeliano Channel 1. È responsabile della promozione degli accademici di origine etiope presso la fondazione "Olim Beyachad".

### Carriera politica
Prima delle elezioni della Knesset del 2013, Tamano-Shata si è unita al nuovo partito Yesh Atid. Classificatasi al 14º posto nella lista del partito, è diventata membro della Knesset quando il partito vinse 19 seggi. È la prima ebrea etiope in quel ruolo, ma prima di allora, due uomini appartenenti allo stesso gruppo, Shlomo Mallo e Adisu Massala, avevano già fatto parte della Knesset. Tamano-Schata si concentra principalmente su questioni socio-politiche, e la situazione abitativa e scolastica degli ebrei dell'Africa orientale rimane problematica. 
Ci sono anche forti pregiudizi nei confronti di questo gruppo di popolazione. La lotta contro la discriminazione da parte delle scuole e delle autorità e l'aiuto a risolvere i problemi con il Gran Rabbinato, che è responsabile delle questioni civili, sono tra i suoi campi di lavoro. Poco dopo la sua elezione, ha assunto la presidenza di una commissione della Knesset per indagare sulle accuse secondo cui le donne etiopi-israeliane isolate erano state trattate con iniezioni di tre mesi e contraccettivi a lungo termine dalle autorità a loro insaputa o senza informazioni sufficienti.
Nel novembre 2013, durante una raccolta di sangue alla Knesset da parte di Magen David Adom (l'equivalente israeliano della Croce Rossa), la donazione di Tamano-Shata è stata respinta perché MDA non accetta donazioni da persone nate in paesi ad alto rischio di HIV o nel Regno Unito, a causa del morbo della mucca pazza. L'allora deputata considerava il rifiuto della sua donazione un esempio di razzismo. Questa azione dell'MDA è stata molto criticata da altri parlamentari di vari partiti israeliani, il che ha indotto il presidente della Knesset, Yuli Edelstein, a ordinare al Magen David Adom di ritirare i suoi volontari dal sito perché considerava la situazione inaccettabile. Durante le proteste del maggio 2015 della comunità etiope in Israele, Tamano-Shata ha partecipato a diverse proteste, diventando una delle voci principali della comunità, considerata emarginata dalla società israeliana.
Nelle elezioni del 2015 si è classificata al 13º posto nella lista del partito, ma ha perso il suo seggio quando il partito è stato ridotto a 11 seggi. Il 9 febbraio 2018 è tornata alla Knesset in sostituzione di Ya'akov Peri, che si era dimesso in seguito alle accuse di aver fatto trapelare informazioni durante un'indagine per corruzione vent'anni prima.
Prima delle elezioni dell'aprile 2019, Yesh Atid si è unito con il nuovo partito di Benny Gantz, Chosen LeYisra'el, per formare l'alleanza Kachol Lavan ("Blu e Bianco"). Tamano-Schata è stata rieletta deputato e da allora è membro del gruppo parlamentare "Blu e Bianco". Dopo le elezioni parlamentari dell'aprile 2020, l'alleanza si è divisa: mentre Benny Gantz, in qualità di leader di Kachol Lavan, ha concordato una grande coalizione con il Likud di destra di Benjamin Netanyahu, Yesh Atid ha rifiutato questa coalizione ed è andato all'opposizione. Tuttavia, Pnina Tamano-Shata ha sostenuto l'accordo di governo ed è rimasta nel gruppo parlamentare "Blu e Bianco". Dal 17 maggio 2020 è diventata ministro dell'Immigrazione e dell'Integrazione nel gabinetto di Benjamin Netanyahu V, diventando il primo ministro nato in Etiopia nel governo israeliano. Il 13 giugno 2021 è stata nominata ministro dell'Aliyah e dell'integrazione nel gabinetto Bennett-Lapid. Ha ricoperto questa carica fino al cambio di governo nel dicembre 2022 ed è stata sostituita da Alon Tal.

## Premi e riconoscimenti
- 2016 - Unsung Hero Award dal Drum Major Institute for Public Policy.[18][19]
- 2021 -  Begin Shield Award for Leadership, assegnato dal Begin Center.[20][21][19]

## Vita privata
Tamano-Schata è sposata e ha due figli.